# Łukasz Kohut

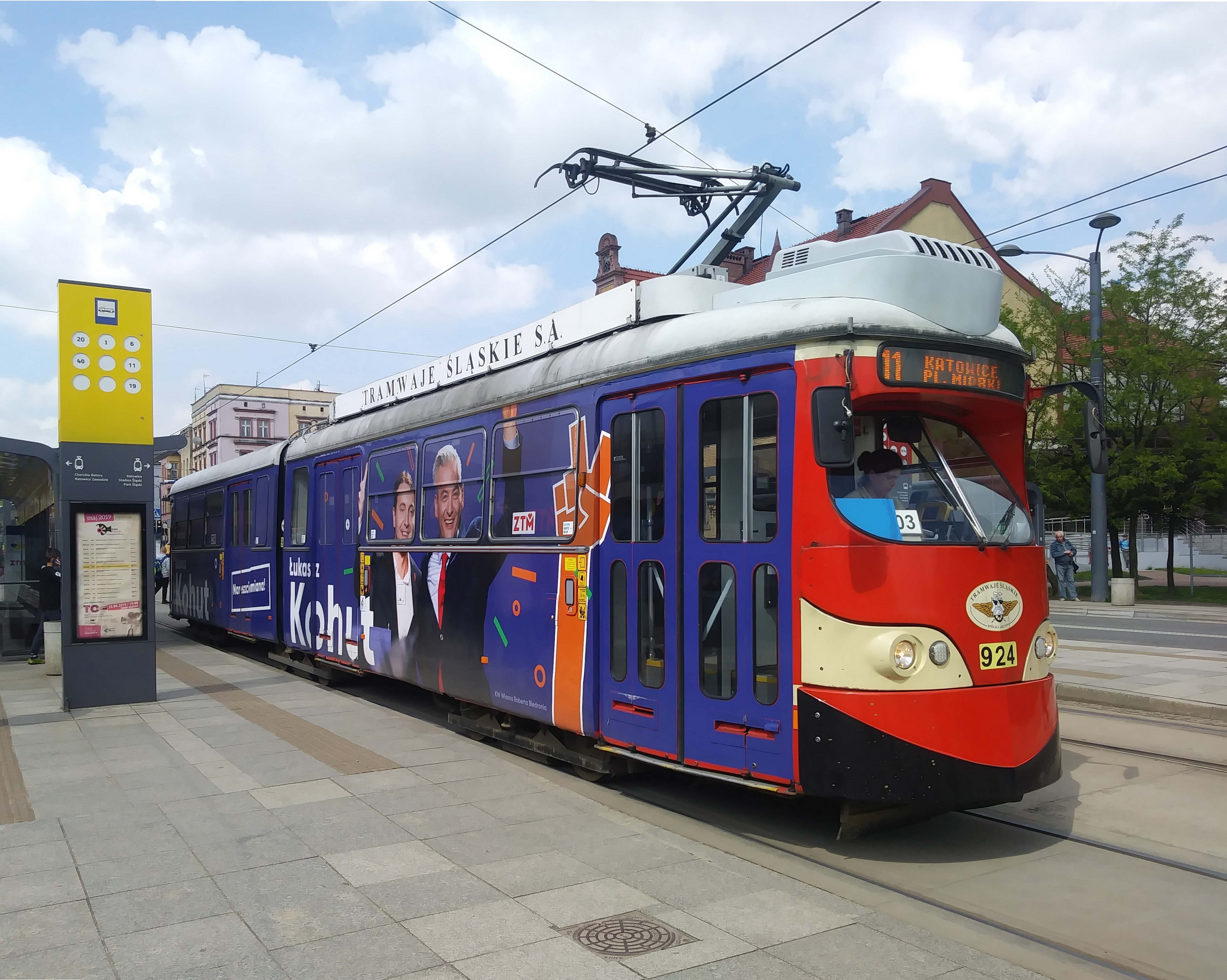
Wizerunek Łukasza Kohuta i Roberta Biedronia na tramwaju w Chorzowie przed wyborami do Parlamentu Europejskiego (2019)

Łukasz Marcin Kohut (ur. 10 września 1982 w Katowicach) – polski polityk, przedsiębiorca, fotograf i śląski regionalista, poseł do Parlamentu Europejskiego IX i X kadencji (od 2019).

## Życiorys

### Wykształcenie i działalność zawodowa
Ukończył Szkołę Podstawową nr 4 w Radlinie, następnie uczył się w II Liceum Ogólnokształcącym w Rybniku. Absolwent dwóch kierunków studiów na Uniwersytecie Śląskim – politologii oraz zarządzenia i marketingu. W ramach programu Socrates-Erasmus kształcił się również w fińskim Varkaus na uczelni Savonia-ammattikorkeakoulu. Ukończył kurs pedagogiczny na Politechnice Krakowskiej oraz Szkołę Liderów Społeczeństwa Obywatelskiego.
Oprócz języka polskiego deklaruje znajomość języków angielskiego, norweskiego i czeskiego oraz etnolektu śląskiego. Deklaruje się jako obywatel Polski narodowości śląskiej.
Po studiach pracował w banku. Wyemigrował następnie do Norwegii, gdzie pracował w księgowości. W 2010 przeniósł się do Pragi, gdzie zajmował się koordynacją projektów międzynarodowych między Czechami, Norwegią i Filipinami. Po powrocie do Polski przez kilka lat prowadził własną działalność gospodarczą jako fotograf.
Jako fotograf specjalizował się w śląskim krajobrazie, portretach i fotografii koncertowej. Prezentował wystawy swoich zdjęć w Rybniku: Śląska melancholia (2016), FEST fotografia (2016) oraz Pogranicze (2017). Dwa jego zdjęcia wyróżniono w konkursie „Śląska Fotografia Prasowa 2017”: zdjęcie Dobrze już było otrzymało główną nagrodę czytelników Biblioteki Śląskiej, a zdjęcie Jastrzębie i zdrój nagrodę specjalną Galerii Sztuki Współczesnej BWA w Katowicach.

### Działalność polityczna
W 2012 został członkiem Ruchu Palikota, który w 2013 przekształcił się w Twój Ruch. Był sekretarzem struktur partii w Rybniku. W wyborach samorządowych w 2014 bez powodzenia startował do Sejmiku Województwa Śląskiego, otrzymując 1435 głosów. W wyborach parlamentarnych w 2015 bezskutecznie kandydował do Sejmu z ramienia Zjednoczonej Lewicy z drugiego miejsca listy w okręgu nr 30, uzyskując 5397 głosów (najlepszy wynik na liście ZL w tym okręgu). W 2018 zrezygnował z członkostwa w Twoim Ruchu.
Zaangażował się w działania na rzecz uznania etnolektu śląskiego za język regionalny. Członek regionalnych stowarzyszeń: Demokratyczna Unia Regionalistów Śląskich, Śląskie Perły i FEST. Przez kilka lat współpracował z Instytutem Myśli Demokratycznej. Zwyciężył w plebiscytach „Dziennika Zachodniego” – „Człowiek Roku 2016 w Rybniku” i „Osobowość Roku 2020 z Rybnika” (w kategorii polityka, samorządność i społeczność lokalna).
W wyborach samorządowych w 2018 miał startować do sejmiku jako lider okręgowej listy Koalicji Obywatelskiej z rekomendacji Nowoczesnej. Jego kandydatura nie została jednak zatwierdzona (co motywowano współpracą z Robertem Biedroniem). Ostatecznie miejsce to otrzymał Wojciech Kałuża. Od 2019 Łukasz Kohut współtworzył struktury partii Wiosna Roberta Biedronia, koordynował struktury regionalne w województwach śląskim, opolskim i małopolskim.
W 2019 wystartował w wyborach do Parlamentu Europejskiego z pierwszego miejsca listy Wiosny w okręgu śląskim. Uzyskał 48 783 głosy (3,05%), zdobywając mandat europosła. W PE IX kadencji został członkiem frakcji Postępowego Sojuszu Socjalistów i Demokratów. Pracował w Komisji Przemysłu, Badań Naukowych i Energii, Komisji Wolności Obywatelskich, Sprawiedliwości i Spraw Wewnętrznych oraz Komisji śledczej ds. zbadania stosowania oprogramowania Pegasus i równoważnego oprogramowania szpiegowskiego służącego inwigilacji.
16 grudnia 2020 podczas wystąpienia w Europarlamencie dotyczącego inicjatywy Minority SafePack (projektu wprowadzenia w Unii Europejskiej wspólnych standardów ochrony praw mniejszości narodowych, etnicznych i językowych) Łukasz Kohut zaczął mówić po śląsku. Następnie został poproszony o powtórzenie, ponieważ nie używał oficjalnego języka UE, wobec czego tłumaczenie symultaniczne na języki urzędowe było niedostępne. Wypowiedź dokończył w języku polskim.
W kwietniu 2024 wystąpił z Nowej Lewicy, został też kandydatem Koalicji Obywatelskiej w wyborach do Parlamentu Europejskiego rozpisanych na czerwiec tegoż roku, otrzymując trzecie miejsce na okręgowej liście KO. W wyniku głosowania ponownie został europosłem, uzyskując 107 626 głosów. W PE X kadencji przystąpił do grupy Europejskiej Partii Ludowej, zasiadł w Komisji Spraw Zagranicznych oraz Podkomisji Praw Człowieka.

## Wyniki w wyborach ogólnopolskich
| Wybory | Komitet wyborczy | Komitet wyborczy     | Organ                            | Okręg | Wynik           |
| ------ | ---------------- | -------------------- | -------------------------------- | ----- | --------------- |
| 2015   |                  | Zjednoczona Lewica   | Sejm VIII kadencji               | nr 30 | 5397 (1,86%)    |
| 2019   |                  | Wiosna               | Parlament Europejski IX kadencji | nr 11 | 48 783 (3,05%)  |
| 2024   |                  | Koalicja Obywatelska | Parlament Europejski X kadencji  | nr 11 | 107 626 (8,08%) |